# Бухарестский мирный договор (1886)
Бухарестский мирный договор — мирный договор, подписанный представителями Сербии и Болгарии и завершивший сербо-болгарскую войну. Был подписан 19 февраля (3 марта) 1886 года в Бухаресте в присутствии турецкого посла.
Договор закрепил объединение Восточной Румелии и Болгарского княжества.